# Kanał Ren-Herne
Kanał Ren-Herne (niem. Rhein-Herne-Kanal) – droga wodna łącząca rzekę Ren z Kanałem Dortmund-Ems wzdłuż doliny rzeki Emscher. Pierwotnie kanał ten kończył się w Herne.

## Ryby
- leszcz
- karp
- pstrąg tęczowy
- sandacz
- szczupakowate
- węgorz europejski

## Miasta nad Kanałem Ren-Herne
- Duisburg
- Oberhausen
- Essen
- Bottrop
- Gelsenkirchen
- Herne
- Recklinghausen
- Castrop-Rauxel